# Clamp Champ
Clamp Champ, izmišljeni lik iz popularne Mattelove franšize Gospodari svemira. Jedini je crnački lik u cijeloj originalnoj liniji igračaka i Filmationovom animiranom serijalu iz 1980-ih. Tjelohranitelj je kralja Randora i kraljice Marlene te pripadnik Herojskih ratnika. Ima jako razvijen sluh i brze instikte, a glavni neprijatelj mu je vješti majstor borilačkih vještina Ninjor koji je jedan od Skeletorovih Zlih ratnika.

## Povijest lika
Mattel je predstavio Clamp Champa kao akcijsku figuru s pripadajućim mini stripom tek 1986. godine, po završetku emitiranja originalne animirane serije, tako da se on nije pojavio kao lik u njoj, a njegova akcijska figura bila je jedna os posljednjih proizvedenih za originalnu liniju igračaka Gospodari svemira. Nije se pojavio kao lik ni u novijoj adaptaciji animirane serije He-Man i Gospodari svemira (2002. - 2004.), niti je izdana njegova akcijska figura, budući da je serija bila prekinuta prije nego što je u nju uveden njegov lik.
Zamišljen je kao snažan ratnik koji ima dovoljno snage rukovati s masivnom stezaljkom koja mu je glavno oružje. Član je Herojskih ratnika i dužnost mu je brinuti se za sigurnost članova kraljevske obitelji Eternosa, osobito kralja i kraljice.

## Originalni mini stripoviGospodari svemira
Budući da je njegova akcijska figura izdana gotovo na samo kraju linije, 1986. godine, Clamp Champ se pojavljuje samo u svom prvjencu pod naslovom "Potraga za Keledorom" (The Search for Keldor) u kojem kralj Randor uz pomoć Čarobnice i njene magije pokušava otkriti sudbinu svog davno izgubljenog brata Keldora koji je nestao prilikom neuspješnog rukovanja obredom crne magije. Pokušaju njegova pronalaženja, koje se može obaviti samo jednom godišnje u pravim uvjetima, prisustvuju i princ Adam te Clamp Champ u svojstvu kraljeva tjelohranitelja. U međuvremenu, Skeletor je ozbiljno zabrinut zbog Randorova pokušaja da otkrije što se dogodilo Keldoru, jer mu otkrivanje te tajne može naštetiti te stoga zaziva i šalje dvojicu elitnih ratnika, Scare Glowa i Ninjora kako bi spriječili Čarobničin pokušaj da otvori vrata druge dimenzije i otkrije što se dogodilo Keldoru.

## Televizijska adaptacija lika

### Gospodari svemira: Otkriće (2021. - ....)
Clamp Champ je prikazan odmah u prvoj epizodi Netflixovog serijala u trenutku kada kralj Randor promovira Teelu u viši vojni čin. Nešto kasnije, prilikom Skeletorova napada na dvorac Siva Lubanja, Teela predvodi napad zajedno s Fistom i Clamp Champom koji uništava jednog Hoover Robota. Nakon što se Skeletor domogao Mača moći i pretvorio u moćnog Skele-goda te izvršio napad na kraljevsku palaču Eternosa, Clamp Champ je usmerio kralja Randora i kraljicu Marlenu na sigurno te napravio odstupnicu zajedno s Fistom. Obojica su bili zaprepašteni kada su vidjeli da su Teela, Andra i ostali doveli princa Adama iz Preternije. Međutim, u tijeku je bio Skeletrov napad te su Fisto i Clamp Champ bili zahvaćeni čarolijom i preobraženi u zombije, zbog čega su ih njihovi prijatelji morali savladati i ubiti.
Skele-god je prilikom suočavanja s oživljenim princom Adamom uzeo duše Clamp Champa i Fista te ih uništio i poslao u Subterniju. Kada je Evil-Lyn preotela Skeletoru Mač moći i preobrazila se u moćan entitet, u srdžbi je uništila Preterniju, eternijski raj za heroje, tako da su duše Clamp Champa i Fista ostale izgubljene.

## Sposobnosti, oružje i moći
Clamp Champ je veoma snažan ratnik zbog čega može rukovati s iznimno teškim oružje, stezaljkom kojom hvata neprijatelje. Također, ima odlično razvijena osjetila njuha, vida i sluha te posjeduje veoma brze reflekse.